# Record du monde de natation dames du 200 mètres 4 nages
Progression du record du monde de natation sportive dames pour l'épreuve du 200 mètres 4 nages en bassin de 50 et 25 mètres.

## Bassin de50 mètres
| Temps         | Athlète         | Naissance | Âge | Nationalité        | Compétition                  | Lieu                     | Date             |
| ------------- | --------------- | --------- | --- | ------------------ | ---------------------------- | ------------------------ | ---------------- |
| 2 min 48 s 2  | Patty Kempner   |           |     | États-Unis         |                              | Chicago                  | 27 avril 1957    |
| 2 min 47 s 7  | Becky Collins   |           |     | États-Unis         |                              | Akron                    | 20 juillet 1958  |
| 2 min 43 s 2  | Sylvia Ruuska   |           |     | États-Unis         |                              | Fresno                   | 16 août 1958     |
| 2 min 40 s 3  | Sylvia Ruuska   |           |     | États-Unis         |                              | Hobart                   | 14 janvier 1959  |
| 2 min 40 s 1  | Donna De Varona |           |     | États-Unis         |                              | Redding                  | 13 mai 1961      |
| 2 min 37 s 1  | Donna De Varona |           |     | États-Unis         |                              | Tenri                    | 9 juillet 1961   |
| 2 min 35 s 0  | Donna De Varona |           |     | États-Unis         |                              | Philadelphie             | 12 août 1961     |
| 2 min 33 s 3  | Donna De Varona |           |     | États-Unis         |                              | Chicago                  | 18 août 1962     |
| 2 min 31 s 8  | Donna De Varona |           |     | États-Unis         |                              | Los Angeles              | 27 juillet 1963  |
| 2 min 30 s 1  | Donna De Varona |           |     | États-Unis         |                              | Los Angeles              | 11 juillet 1964  |
| 2 min 29 s 9  | Donna De Varona |           |     | États-Unis         |                              | Los Altos                | 1er août 1964    |
| 2 min 29 s 0  | Lynn Vidali     |           |     | États-Unis         |                              | Los Altos (Californie)   | 22 juillet 1966  |
| 2 min 27 s 8  | Claudia Kolb    |           |     | États-Unis         |                              | Lincoln                  | 21 août 1966     |
| 2 min 27 s 5  | Claudia Kolb    |           |     | États-Unis         |                              | Santa Clara (Californie) | 8 juillet 1967   |
| 2 min 26 s 1  | Claudia Kolb    |           |     | États-Unis         |                              | Winnipeg                 | 30 juillet 1967  |
| 2 min 25 s 0  | Claudia Kolb    |           |     | États-Unis         |                              | Philadelphie             | 18 août 1967     |
| 2 min 23 s 5  | Claudia Kolb    |           |     | États-Unis         |                              | Philadelphie             | 25 août 1967     |
| 2 min 29 s 0  | Lynn Vidali     |           |     | États-Unis         |                              | Los Altos                | 22 juillet 1966  |
| 2 min 23 s 07 | Shane Gould     |           |     | Australie          |                              | Munich                   | 28 août 1972     |
| 2 min 23 s 01 | Kornelia Ender  | 1958      | 15  | Allemagne de l'Est |                              | Berlin-Est               | 13 avril 1973    |
| 2 min 20 s 51 | Andrea Hübner   |           |     | Allemagne de l'Est |                              | Belgrade                 | 4 septembre 1973 |
| 2 min 18 s 97 | Ulrike Tauber   |           |     | Allemagne de l'Est |                              | Vienne                   | 18 août 1974     |
| 2 min 18 s 83 | Ulrike Tauber   |           |     | Allemagne de l'Est |                              | Wittenberg               | 10 juin 1975     |
| 2 min 18 s 30 | Ulrike Tauber   |           |     | Allemagne de l'Est |                              | Tallinn                  | 12 mars 1976     |
| 2 min 17 s 14 | Kornelia Ender  | 1958      | 18  | Allemagne de l'Est |                              | Berlin-Est               | 5 juin 1976      |
| 2 min 16 s 96 | Ulrike Tauber   |           |     | Allemagne de l'Est |                              | Leipzig                  | 10 juillet 1977  |
| 2 min 15 s 95 | Ulrike Tauber   |           |     | Allemagne de l'Est |                              | Jönköping                | 20 août 1977     |
| 2 min 15 s 85 | Ulrike Tauber   |           |     | Allemagne de l'Est |                              | Berlin-Est               | 28 août 1977     |
| 2 min 15 s 09 | Tracy Caulkins  |           |     | États-Unis         |                              | The Woodlands            | 2 août 1978      |
| 2 min 14 s 07 | Tracy Caulkins  |           |     | États-Unis         |                              | Berlin-Ouest             | 20 août 1978     |
| 2 min 13 s 69 | Tracy Caulkins  |           |     | États-Unis         |                              | Austin                   | 5 janvier 1980   |
| 2 min 13 s 00 | Petra Schneider |           |     | Allemagne de l'Est |                              | Berlin-Est               | 24 mai 1980      |
| 2 min 11 s 73 | Ute Geweniger   |           |     | Allemagne de l'Est |                              | Magdebourg               | 4 juillet 1981   |
| 2 min 11 s 65 | Li Lin          |           |     | Chine              |                              | Barcelone                | 30 juillet 1992  |
| 2 min 09 s 72 | Yanyan Wu       |           |     | Chine              |                              | Shanghai                 | 17 octobre 1997  |
| 2 min 08 s 92 | Stephanie Rice  | 1988      | 20  | Australie          | Championnats d'Australie (f) | Sydney                   | 25 mars 2008     |
| 2 min 08 s 45 | Stephanie Rice  | 1988      | 20  | Australie          | Jeux Olympiques (f)          | Pékin                    | 13 août 2008     |
| 2 min 07 s 03 | Ariana Kukors   | 1989      | 20  | États-Unis         | Championnats du monde (d)    | Rome                     | 26 juillet 2009  |
| 2 min 06 s 15 | Ariana Kukors   | 1989      | 20  | États-Unis         | Championnats du monde (f)    | Rome                     | 27 juillet 2009  |
| 2 min 06 s 12 | Katinka Hosszú  | 1989      | 26  | Hongrie            | Championnats du monde (f)    | Kazan                    | 3 août 2015      |
| 2 min 5 s 70  | Summer McIntosh | 2006      | 18  | Canada             | Sélections canadiennes (f)   | Victoria                 | 9 juin 2025      |

## Bassin de25 mètres
| Temps        | Athlète          | Naissance | Âge | Nationalité | Compétition               | Lieu              | Date             |
| ------------ | ---------------- | --------- | --- | ----------- | ------------------------- | ----------------- | ---------------- |
| 2 min 7 s 79 | Allison Wagner   |           |     | États-Unis  | Championnats du monde     | Palma de Majorque | 5 décembre 1993  |
| 2 min 6 s 13 | Kirsty Coventry  | 1983      | 24  | Zimbabwe    | Championnats du monde     | Manchester        | 12 avril 2008    |
| 2 min 6 s 01 | Evelyn Verraszto | 1989      | 20  | Hongrie     | Coupe du monde (f)        | Moscou            | 6 novembre 2009  |
| 2 min 4 s 64 | Evelyn Verraszto | 1989      | 20  | Hongrie     | Championnats d'Europe (f) | Istanbul          | 10 décembre 2009 |
| 2 min 4 s 60 | Julia Smit       | 1987      | 22  | États-Unis  | Duel in the pool          | Manchester        | 19 décembre 2009 |
| 2 min 4 s 39 | Katinka Hosszú   | 1989      | 24  | Hongrie     | Coupe du monde            | Eindhoven         | 7 août 2013      |
| 2 min 3 s 20 | Katinka Hosszú   | 1989      | 24  | Hongrie     | Coupe du monde (f)        | Eindhoven         | 7 août 2013      |
| 2 min 2 s 61 | Katinka Hosszú   | 1989      | 25  | Hongrie     | Coupe du monde (f)        | Doha              | 27 août 2014     |
| 2 min 2 s 13 | Katinka Hosszú   | 1989      | 25  | Hongrie     | Coupe du monde (f)        | Dubai             | 31 août 2014     |
| 2 min 1 s 86 | Katinka Hosszú   | 1989      | 25  | Hongrie     | Championnats du monde (f) | Doha              | 6 décembre 2014  |
| 2 min 1 s 63 | Kate Douglass    | 2001      | 23  | États-Unis  | Championnats du monde (f) | Budapest          | 10 décembre 2024 |

## 200 yards 4 nages
| Temps         | Athlète    | Naissance | Âge | Nationalité                      | Compétition                  | Lieu                    | Date            |
| ------------- | ---------- | --------- | --- | -------------------------------- | ---------------------------- | ----------------------- | --------------- |
| 1 min 53 s 77 | Katie Hoff | 1989      | 18  | États-Unis North Baltimore       |                              | Palma de Majorque       | 7 décembre 2007 |
| 1 min 53 s 11 | Julia Smit | 1987      | 22  | États-Unis Stanford              | 10 Pacific championships     | Federal Way             | 26 février 2009 |
| 1 min 52 s 79 | Julia Smit | 1987      | 22  | États-Unis Stanford (Californie) | Championnats NCAA (f)        | College Station         | 19 mars 2009    |
| 1 min 52 s 31 | Julia Smit | 1987      | 23  | États-Unis Stanford              | Pacific 10 championships (f) | Long Beach (Californie) | 25 février 2010 |